# بيرسي ستيل
بيرسي ستيل (بالإنجليزية: Percy Steele)‏ (26 ديسمبر 1923 في المملكة المتحدة - 21 أكتوبر 2009) هو لاعب كرة قدم بريطاني (وحمل سابقاً جنسية المملكة المتحدة لبريطانيا العظمى وأيرلندا) في مركز الظهير. لعب مع دندي يونايتد ونادي ترانمير روفرز لكرة القدم ونادي بارسكو.